# إيرل ويفر
إيرل ويفر (بالإنجليزية: Earl Weaver) هو لاعب كرة قاعدة أمريكي، ولد في 14 أغسطس 1930 في سانت لويس في الولايات المتحدة، وتوفي في 19 يناير 2013 في البحر الكاريبي في الولايات المتحدة بسبب نوبة قلبية.

## وصلات خارجية
- إيرل ويفر على موقعبيزبول رفرنس.كوم (الدوري الثانوي) (الإنجليزية)
- إيرل ويفر على موقع جمعية أبحاث البيسبول الأمريكية (الإنجليزية)
- إيرل ويفر على موقع قاعة مشاهير كرة القاعدة (الإنجليزية)
- إيرل ويفر على موقع الموسوعة البريطانية (الإنجليزية)
- إيرل ويفر على موقع إن إن دي بي (الإنجليزية)